# Чужі проти аватарів
Чужі проти аватарів — науково-фантастичний фільм 2011 року режисера Льюїса Шенбруна. Фільм є мокбастером на «Чужий проти Хижака» та «Аватар».

## Про фільм
Шестеро друзів-студентів коледжу опиняються втягнутими в гру «кішки-мишки» з расою істот, які володіють здатністю перетворюватися на будь-що, із чого вони поглинули ДНК.

## Знімались
| Актор           | Роль   |
| --------------- | ------ |
| Джейсон Локхарт | Тайлер |
| Кім Аргетсінгер | Джесс  |
| Кессі Флігель   | Ава    |